# Giro d'Itàlia de 1950
El Giro d'Itàlia de 1950 fou la trenta-tresena edició del Giro d'Itàlia i es disputà entre el 24 de maig i el 13 de juny de 1950, amb un recorregut de 3.981 km distribuïts en 18 etapes. 105 ciclistes hi van prendre part, acabant-la 75 d'ells. La sortida es feu des de Milà i l'arribada fou a Roma.

## Història
Per segona vegada el Giro finalitza a Roma, després que ho fes el 1911.
Sense l'oposició de Coppi, que es veié obligat a retirar-se per culpa d'una caiguda durant la 9a etapa en la qual es fracturà diverses costelles, el suís Hugo Koblet es convertí en el primer ciclista no italià en guanyar el Giro d'Itàlia, en superar per una mica més de 5' Bartali, que una vegada més acabà segon.

## Equips
En aquesta edició hi van prendre part 15 equips integrats per set ciclistes cadascun, per formar un gran grup de 105 ciclistes.
| Núm   | Codi | Equip   |
| ----- | ---- | ------- |
| 1-7   | BIA  | Bianchi |
| 8-14  | BAR  | Bartali |
| 15-21 | WIL  | Wilier  |
| 22-28 | LEG  | Legnano |
| 29-35 | TAU  | Taurea  |
| 36-42 | ATA  | Atala   |
| 43-49 | GAN  | Ganna   |
| 50-56 | FRE  | Fréjus  |

| Núm    | Codi | Equip      |
| ------ | ---- | ---------- |
| 57-63  | BOT  | Bottecchia |
| 64-70  | VIS  | Viscontea  |
| 71-77  | CIM  | Cimatti    |
| 78-84  | HEL  | Helyett    |
| 85-91  | ARB  | Arbos      |
| 92-98  | BEN  | Benotto    |
| 99-105 | GUE  | Guerra     |

## Etapes
| Etapa | Data       | Recorregut                      | Km  | Vencedor d'etapa         | Líder de la general   |
| ----- | ---------- | ------------------------------- | --- | ------------------------ | --------------------- |
| 1a    | 24 de maig | Milà – Salsomaggiore Terme      | 225 | Oreste Conte (ITA)       | Oreste Conte (ITA)    |
| 2a    | 25 de maig | Salsomaggiore Terme - Florència | 245 | Alfredo Martini (ITA)    | Fritz Schär (SUI)     |
| 3a    | 26 de maig | Florència - Liorna              | 148 | Olimpio Bizzi (ITA)      | Fritz Schär (SUI)     |
| 4a    | 27 de maig | Liorna - Gènova                 | 216 | Antonio Bevilacqua (ITA) | Fritz Schär (SUI)     |
| 5a    | 28 de maig | Gènova - Torí                   | 245 | Franco Franchi (ITA)     | Fritz Schär (SUI)     |
| 6a    | 29 de maig | Torí - Locarno                  | 220 | Hugo Koblet (SUI)        | Fritz Schär (SUI)     |
| 7a    | 31 de maig | Locarno - Brescia               | 293 | Luciano Maggini (ITA)    | Alfredo Martini (ITA) |
| 8a    | 1 de juny  | Brescia - Vicenza               | 214 | Hugo Koblet (SUI)        | Hugo Koblet (SUI)     |
| 9a    | 2 de juny  | Vicenza - Bolzano               | 272 | Gino Bartali (ITA)       | Hugo Koblet (SUI)     |
| 10a   | 4 de juny  | Bolzano - Milà                  | 294 | Mario Fazio (ITA)        | Hugo Koblet (SUI)     |
| 11a   | 5 de juny  | Milà - Ferrara                  | 251 | Adolfo Leoni (ITA)       | Hugo Koblet (SUI)     |
| 12a   | 6 de juny  | Ferrara - Rímini                | 144 | Antonio Bevilacqua (ITA) | Hugo Koblet (SUI)     |
| 13a   | 7 de juny  | Rímini - Arezzo                 | 244 | Luciano Maggini (ITA)    | Hugo Koblet (SUI)     |
| 14a   | 8 de juny  | Arezzo - Perusa                 | 185 | Fritz Schär (SUI)        | Hugo Koblet (SUI)     |
| 15a   | 10 de juny | Perusa - L'Aquila               | 185 | Giancarlo Astrua (ITA)   | Hugo Koblet (SUI)     |
| 16a   | 11 de juny | L'Aquila - Campobasso           | 203 | Fiorenzo Magni (ITA)     | Hugo Koblet (SUI)     |
| 17a   | 12 de juny | Campobasso - Nàpols             | 167 | Annibale Brasola (ITA)   | Hugo Koblet (SUI)     |
| 18a   | 13 de juny | Nàpols - Roma                   | 230 | Oreste Conte (ITA)       | Hugo Koblet (SUI)     |

## Classificacions finals

### Classificació general
| Classificació General                  | Classificació General  | Classificació General | Classificació General |
| Pos.                                   | Ciclista               | Equip                 | Temps                 |
| -------------------------------------- | ---------------------- | --------------------- | --------------------- |
| 1                                      | Hugo Koblet (SUI)      | Guerra                | 117h 28' 03"          |
| 2                                      | Gino Bartali (ITA)     | Bartali               | + 05' 12"             |
| 3                                      | Alfredo Martini (ITA)  | Taurea                | + 08' 41"             |
| 4                                      | Ferdinand Kübler (SUI) | Fréjus                | + 08' 45"             |
| 5                                      | Luciano Maggini (ITA)  | Taurea                | + 10' 49"             |
| 6                                      | Fiorenzo Magni (ITA)   | Wilier                | + 12' 14"             |
| 7                                      | Silvio Pedroni (ITA)   | Fréjus                | + 13' 07"             |
| 8                                      | Luciano Pezzi (ITA)    | Atala                 | + 14' 34"             |
| 9                                      | Giulio Bresci (ITA)    | Bottecchia            | + 18' 08"             |
| 10                                     | Pietro Giudici (ITA)   | Cimatti               | + 20' 05"             |
| 105 participants, 75 acabaren la cursa |                        |                       |                       |

### Classificació de la muntanya
|   | Ciclista                | Equip   | Punts |
| - | ----------------------- | ------- | ----- |
| 1 | Hugo Koblet (SUI)       | Guerra  | --    |
| 2 | Gino Bartali (ITA)      | Bartali | --    |
| 3 | Vittorio Rossello (ITA) | Taurea  | --    |